# Dietrich Braun (Chemiker)

Dietrich Braun (November 2020)

Dietrich Braun (* 28. November 1930 in Leipzig; † 20. November 2021) war ein deutscher Chemiker, Leiter des Deutschen Kunststoff-Instituts (DKI) in Darmstadt, Hochschullehrer und Fachautor.

## Leben
Braun begann nach seinem Abitur 1949 an der Oberschule Crimmitschau an den Universitäten Leipzig und Mainz das Studium der Chemie, das er 1955 abschloss. Gleich im Anschluss promovierte er 1957 in Mainz und habilitierte sich 1960 auf dem Gebiet der makromolekularen Chemie.
1959 trat Braun in das Deutsche Kunststoff-Institut ein, wo er die Abteilung Chemie leitete. Zehn Jahre später erhielt er als sein Direktor die Gesamtleitung des Hauses. 1977 wurde Braun Professor für Makromolekulare Chemie an der Technischen Hochschule Darmstadt. Außerdem war er in verschiedenen Gremien wissenschaftlicher Institutionen als Berater und Gutachter tätig, war Herausgeber und Mitherausgeber mehrerer wissenschaftlicher Zeitschriften sowie Autor verschiedener Fachpublikationen. In seiner aktiven Dienstzeit betrieb er Grundlagenforschung über UF-, MPF- und andere auf Aminoharzen basierende Harze. Die dadurch gewonnenen Erkenntnisse führten zu Verbesserungen bei der Herstellung von Schaumstoffen. Das Deutsche Kunststoff-Institut überführte er zum 1. Juli 2012 in das Fraunhofer-Institut für Betriebsfestigkeit und Systemzuverlässigkeit LBF in Darmstadt-Kranichstein, dies sollte die Zukunftssicherheit des Instituts sicherstellen. Dietrich Braun war Gründungs- und Ehrenmitglied des Deutschen Kunststoffmuseums in Düsseldorf. Bis 2010 war er Präsident des Kunststoff-Museums-Vereins e.V. in Düsseldorf. Er lebte in Darmstadt.

## Werke (Auswahl)
- Erkennen von Kunststoffen. 1980, Neuauflage 2012, ISBN 978-3-446-43322-9 (eingeschränkte Vorschau in der Google-Buchsuche).
- Praktikum der Makromolekularen Stoffe. 1999, ISBN 978-3-527-29756-6.
- Kunststofftechnik für Einsteiger. 2003, ISBN 978-3-446-22273-1.
- Kleine Geschichte der Kunststoffe. 2018, ISBN 978-3-446-45922-9 (eingeschränkte Vorschau in der Google-Buchsuche).
- Polymer Synthetics: Theory and Practice. 2001, ISBN 978-3-642-28979-8.